# César de Oliveira (autor)
César de Oliveira (Lisboa, 14 de agosto de 1928 – Lisboa, 15 de janeiro de 1988) foi um autor teatral e guionista de televisão português,  autor da letra da popular canção "Cheira Bem, Cheira a Lisboa" e Prémio Bordalo (1964).

## Biografia
César de Oliveira nasceu a a 14 de Agosto de 1928 e foi um figura fundamental do teatro de revista  em Portugal.  Morreu no dia 15 de Janeiro de 1988, vítima de doença prolongada, noticiou à época o "Diário de Lisboa".
Nas décadas de 1960 e 1970 tornou-se num dos nomes grandes do Teatro de Revista, no Parque Mayer, assinando a autoria de revistas como O Zé Faz Tudo (1971), Saídas da Casca (1972) e Aldeia da Roupa Suja (1975). Nas suas obras brilharam nomes maiores como Eugénio Salvador, Camilo de Oliveira ou Ivone Silva.
César de Oliveira recebeu o Prémio Bordalo (1964), ou Prémio da Imprensa, na categoria "Teatro de Revista", pela parceria com os autores Rogério Bracinha e Paulo da Fonseca como autores, tendo a Casa da Imprensa em 1965 que também distinguido nesta categoria os actores Florbela Queirós e Camilo de Oliveira.
Da sua escrita saiu também a letra da popular canção "Cheira Bem, Cheira a Lisboa", com música do maestro Carlos Dias, e criada para interpretação de Anita Guerreiro no espectáculo Peço a Palavra (1969), posteriormente também adaptada por Amália Rodrigues.
Na televisão ficou popular da rábula cómica "Senhor Feliz e Senhor Contente", por si criada e interpretada por Nicolau Breyner e Herman José no programa Nicolau no País das Maravilhas (1975). Com Ivone Silva como protagonista, criou os programas humorísticos Ivone, a Faz Tudo (1978) e Sabadabadu (1982). Outro ponto alto seria a série Gente Fina é Outra Coisa (1983), com um elenco com nomes consagrados como Amélia Rey Colaço, Mariana Rey Monteiro, Ruy de Carvalho ou Nicolau Breyner.
Em 1987, a RTP apresentou um programa sobre César de Oliveira, elaborado a partir de imagens de arquivo e com uma entrevista de Carlos Cruz.